# Tau2 Arietis
Tau2 Arietis (τ2 Arietis förkortat Tau2 Ari, τ2 Ari,) är Bayerbeteckning för en dubbelstjärna i östra delen av stjärnbilden Väduren. Den har en skenbar magnitud på 5,09 och är synlig för blotta ögat där ljusföroreningar ej förekommer. Baserat på parallaxmätningar inom Hipparcos-uppdraget på 10,3 mas befinner den sig på ett beräknat avstånd av ca 320 ljusår (97 parsek) från solen. På det beräknade avståndet minskar stjärnans skenbara magnitud med 0,18 enheter på grund av en skymningsfaktor från interstellärt stoft.

## Egenskaper
Primärstjärnan Tau2 Arietis A är en orange till gul jättestjärna av spektralklass K3 III. Den har en radie som är ca 19 gånger solens radie och avger ca 120 gånger mer energi än solen från dess fotosfär vid en effektiv temperatur på ca 4 400 K.
Följeslagaren Tau2 Arietis B är en stjärna av magnitud 8,50 separerad med 0,53 bågsekunder från primärstjärnan.